# マルグリット湾
マルグリット湾（Marguerite Bay）またはマーガレット湾（Margaret Bay）は、南極半島の西岸に位置する広大な湾。北にアデレード島が、南にワーディー氷棚、ジョージ6世湾、アレクサンダー島があるほか、湾内にはプルキュワ・パス島、ホースショー島、ラゴテレリー島などの島々が浮かぶ。1909年にジャン＝バティスト・シャルコ率いる仏南極探検隊によって発見され、彼の妻にちなみ「マルグリット湾」と名づけられた。